# 紫菜
紫菜是红藻门紫菜属的海洋藻類，一般生活在距離潮間帶數十米的海底，外表通常呈綠色，偶爾呈紅色。
在亚洲各沿海地区多有分布。大型紫菜則多生长在寒冷地带。泰国有很长的海岸線，有非常适合紫菜的生长环境和优质的紫菜生长水域。

## 食用
常做食材的有条斑紫菜。紫菜是中国大陆及臺灣、日本、韩国等地常见的食材。

### 海苔

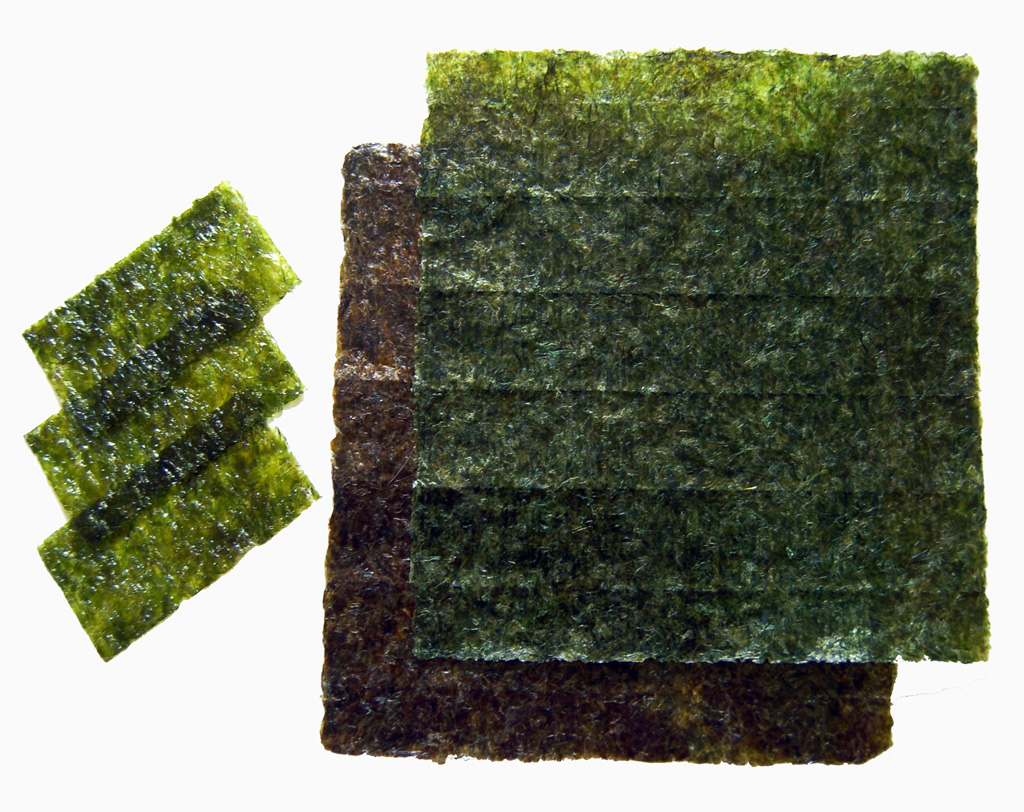
海苔

“海苔”在日语中一般指的是“板海苔”，即做得很扁，用来烹饪（例如做寿司），可即食的紫菜。这类产品一般经过烘烤，但调味一般不多。
日本有一种“调味海苔”（味付け海苔），指的是加调味料（以酱油为主），作为零食吃的烘烤海苔。这类产品进入中国，经常就直接叫做“海苔”。
韩国人还做一种“岩烧海苔”，可以即食，一般是加盐和食用油（一般是具有香味的芝麻油、紫苏油）烘烤制成。这类海苔表面有比较多的起伏。

## 健康影響
紫菜含碘量很高（每1,000克乾紫菜含碘180mg，而成人每日碘摄取量上限为1mg），碘不足会有以下症状：甲状腺炎、甲状腺肿、甲状腺机能不足或亢進、乳头状甲狀腺癌等。碘摄取过量时，甲状腺机能反而受损，初期反应是血中促甲状腺激素（TSH）高于正常值；摄取量高达750 μg/d时，TSH浓度明显上升。
中国全国性碘营养监测和碘盐质量检测结果显示，多数省级行政区的平均尿碘值已经高于世界卫生组织推荐的适宜水平。因此相关组织建议不缺碘地区特别是沿海的高碘地区要尽量少食紫菜以预防碘过量疾病的发生。不过虽然日本人常食紫菜导致碘摄入量（1,000–3,000 μg/d）远超推荐导致尿碘常有超标，在大部分人身上靠身体本身的负反馈也能维持正常的甲状腺激素水平，虽然确实有增加甲状腺疾病的危险。日本目前设定的碘摄入量长期安全上限（UL）是3,000 μg/d，高于美国、欧美上限。

## 料理相關
- 壽司捲
- 紫菜包飯

## 延伸阅读
[在维基数据编辑]